# دو فو
دو فو (زبان چینی: 杜甫، پین یین: Dù Fǔ) (زادهٔ: ۷۱۲ - مرگ: ۷۷۰ میلادی) شاعر نامدار چینی در دودمان تانگ بود. وی را در کنار لی بای از بزرگترین شاعران چین می‌دانند. او در جایگاه کارگذار دولتی نیز مصدر خدماتی بوده‌است.
شورش آن لوشان برای ۱۵ سال هم زندگی چینیان و هم دو فو را دچار ناآرامی نمود. از دو فو بیش از ۱۴۰۰ قطعه شعر و بیشتر دربارهٔ وضع اجتماعی آن زمان و زندگی شاعر به جای مانده است. تاریخدانان شعرهای دو فو را شعرهایی حماسی یا یادداشت‌های تاریخی شعرگونه شمرده‌اند.